# Auguste Feyen-Perrin
François Nicolas Augustin Feyen, cunoscut sub numele de Auguste Feyen-Perrin (n. 12 aprilie 1826, Bey⁠(d), Meurthe, Franța – d. 14 octombrie 1888, Paris, Île-de-France, Franța) a fost un pictor, gravor și ilustrator francez. El a adăugat numele de fată al mamei sale la Feyen pentru a se distinge de fratele său mai mare, Jacques-Eugène Feyen⁠(d), care era deja un artist consacrat când Auguste avea doar cincisprezece ani.

## Biografie
Tatăl lui a fost perceptor de taxe. A luat primele lecții de artă cu fratele său mai mare, Jacques-Eugène, apoi a urmat cursurile unei școli de desen din Nancy. După câteva lecții private cu Michel Martin Drolling, s-a calificat pentru a se înscrie la École des Beaux-Arts în 1848, unde a studiat cu Léon Cogniet și Adolphe Yvon⁠(d).
Specializat în portrete și scene de gen, a avut prima sa expoziție la Salon⁠(d) în 1853. A continuat să expună acolo în cea mai mare parte a vieții, câștigând medalii în 1865, 1867 și 1874. Odată, a renunțat la șansa de a concura pentru Prix de Rome pentru a accepta o comandă de pictură de perdele de teatru pentru Opéra-Comique⁠(d).
Împreună cu fratele său și prietenul său, Jules Breton⁠(d), și-a petrecut verile la Cancale, pictând scene din viața de zi cu zi a țărănimii bretone. Multe dintre lucrările sale au fost achiziționate de instituții publice.
A fost un prieten apropiat al lui Gustave Courbet și a lucrat cu acesta la două organizații pe care Courbet le-a prezidat în timpul războiului franco-prusac: Comisia Muzeelor și Federația Artiștilor, create în 1871 în timpul Comunei din Paris. În ciuda acestei activități potențial compromițătoare, și-a menținut respectabilitatea în rândul clasei dominante republicane și a fost decorat cu Légion d'Honneur în 1878.
Mormântul său din cimitirul Montmartre a fost împodobit cu un monument realizat de sculptorul Ernest Guilbert, în 1892.

## Picturi (selecție)

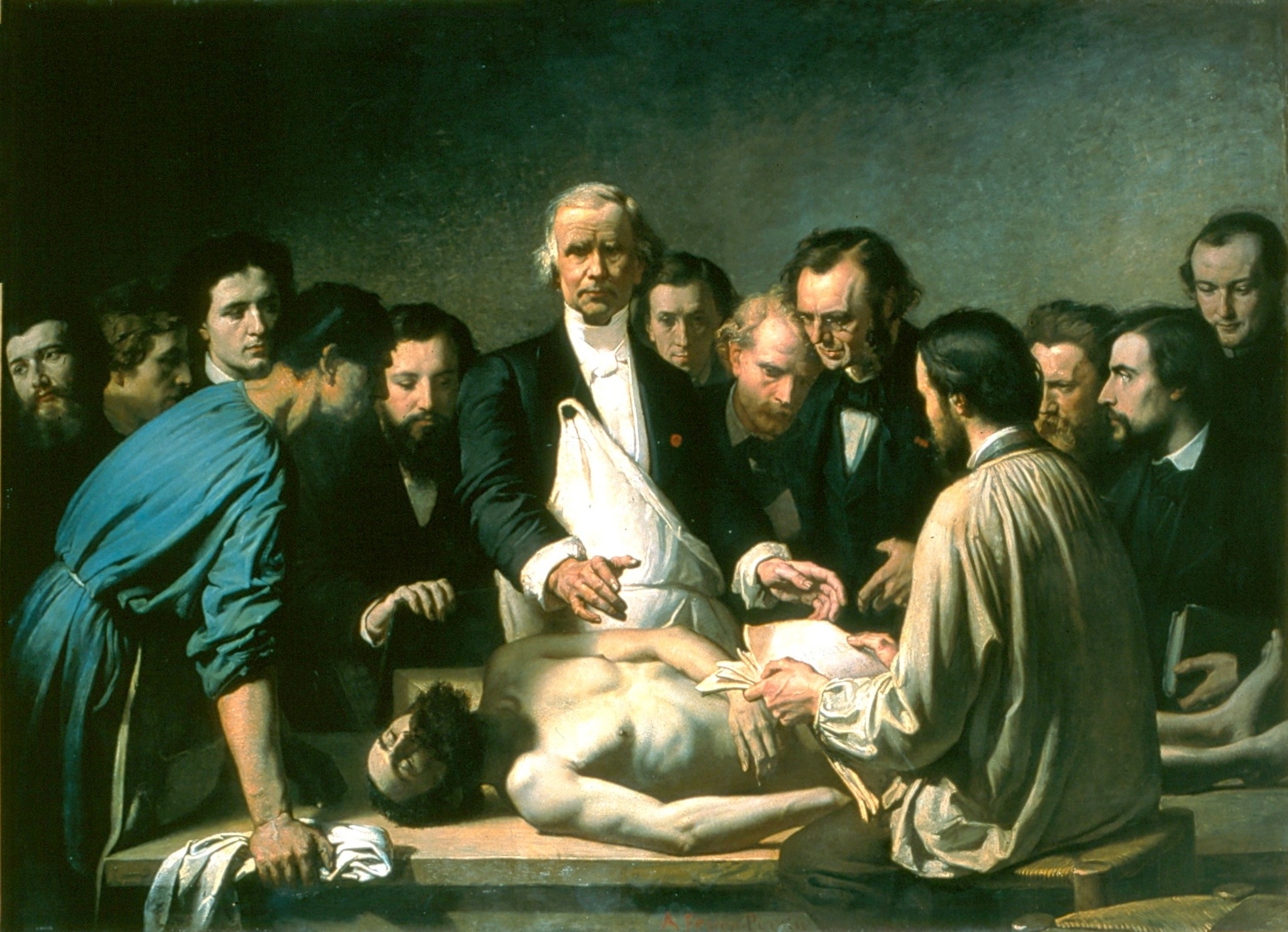
Lecția de anatomie a dr.Velpeau⁠(d) la Charité⁠(d)
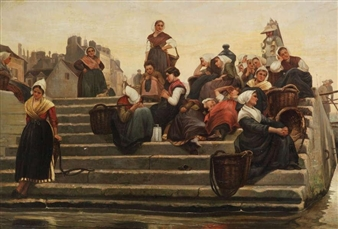
Așteptând întoarcerea pescarilor
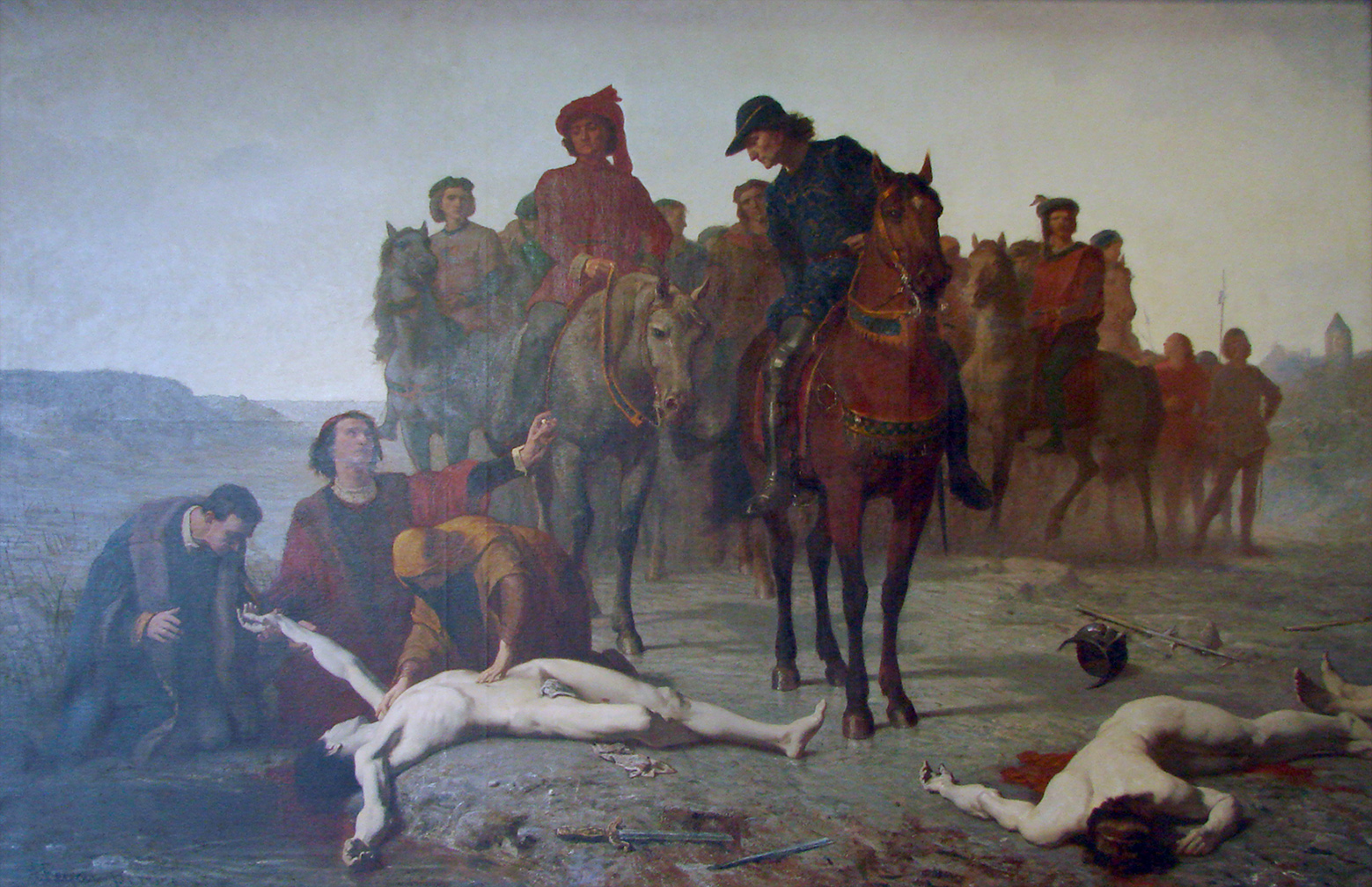
Carol Temerarul găsit după bătălia de la Nancy